# ディートマー・メーゲンブルク
ディートマー・メーゲンブルク (Dietmar Mögenburg、1961年8月15日 - )は、ドイツ(西ドイツ)の元陸上競技選手。1982年ヨーロッパ陸上競技選手権大会で金メダル。1984年ロサンゼルスオリンピック男子走高跳の金メダリストである。
18歳だった1980年5月26日、ヤチェク・ウショラ（ポーランド）に並ぶ屋外世界タイ記録（当時）の(2m35)をマークした。また、1985年2月24日には、室内世界記録（当時）の2m39をマークした。

## 主な実績
| 年   | 大会                         | 場所                         | 種目   | 結果 | 記録 |
| ---- | ---------------------------- | ---------------------------- | ------ | ---- | ---- |
| 1982 | ヨーロッパ陸上競技選手権大会 | アテネ(ギリシャ)             | 走高跳 | 金   | 2m30 |
| 1983 | 世界陸上競技選手権大会       | ヘルシンキ(フィンランド)     | 走高跳 | 4位  | 2m29 |
| 1984 | オリンピック                 | ロサンゼルス(アメリカ合衆国) | 走高跳 | 金   | 2m35 |
| 1987 | 世界陸上競技選手権大会       | ローマ(イタリア)             | 走高跳 | 4位  | 2m35 |
| 1988 | オリンピック                 | ソウル(大韓民国)             | 走高跳 | 6位  | 2m34 |
| 1989 | 世界室内陸上競技選手権大会   | ブダペスト(ハンガリー)       | 走高跳 | 銀   | 2m35 |

## 自己ベスト
- 走高跳（屋外）　2m36　（1984年6月10日）
- 走高跳（室内）　2m39　（1985年2月24日、世界歴代8位）